# Minamoto no Yoritomo

Minamoto no Yoritomo

Minamoto Yoritomo (1147-1199), războinic japonez, fondatorul shogunatului - formă de guvernământ de tip feudal care a durat aproape 700 ani. Născut în familia Minamoto, un clan militar foarte puternic cu descendență imperială, Yoritomo a fost exilat încă din tinerețe în 1160, în urma unei revolte eșuate împotriva familiei rivale Taira, revoltă în care tatăl său a murit. S-a căsătorit în cadrul familiei unuia dintre temniceri, clanul Hojo, care au devenit shoguni după moartea lui. În 1180 el s-a alăturat unei alte revolte Minamoto și a stabilit cartierul general la Kamakura. Vărul său Yoshinaka i-a alungat pe membrii clanului Taira din capitala Kyoto în 1183, însă când forțele acestuia au creat tulburări în capitală, Yorimoto l-a alungat cu ajutorul fratelui său vitreg, Minamoto Yoshitsune. Yoritomo a stabilit un guvern independent la Kamakura pentru a-și controla adepții samurai, guvern recunoscut și de curtea imperială. În 1185 forțe Minamoto sub comanda lui Yoshitsune au înfrânt clanul Taira în bătălia navală de la Dannoura. Gelos pe fratele său vitreg, Yoritomo a început să-l vâneze, folosind autoritatea imperială pentru a delega polițiști și funcționari publici care să-l caute pe fugar prin toată Japonia. Yoshitsune a fost forțat să se sinucidă în 1189, iar noii funcționari ai lui Yoritomo au devenit membrii guvernului său. Păstrându-și cartierul general în Kamakura, Yoritomo a refuzat să preia tronul cu forța, dar și-a adjudecat în 1192 vechiul titlu de shogun, care îi acorda pentru totdeauna dreptul de a acționa după propria voință contra unui rebel. În anul 1199, Yoritomo a murit din cauza că a căzut de pe cal. Se spune că fantoma lui Yoshitsune și a micului Împărat Antoku (care s-au sinucis împreună cu bunica lui la Dan-no-Ura , în 1185 anul victoriei decisive a  clanului Minamoto impotriva clanului Taira) au speriat calul. Clanul Minamoto a deținut puterea doar până în 1219, când dinastia s-a stins și a fost înlocuită de clanul Hojo, însă shogunatul lui Yoritomo a stabilit modelul structurii guvernamentale în Japonia până la Restaurația Meiji din 1868.